# Karim Ojjeh

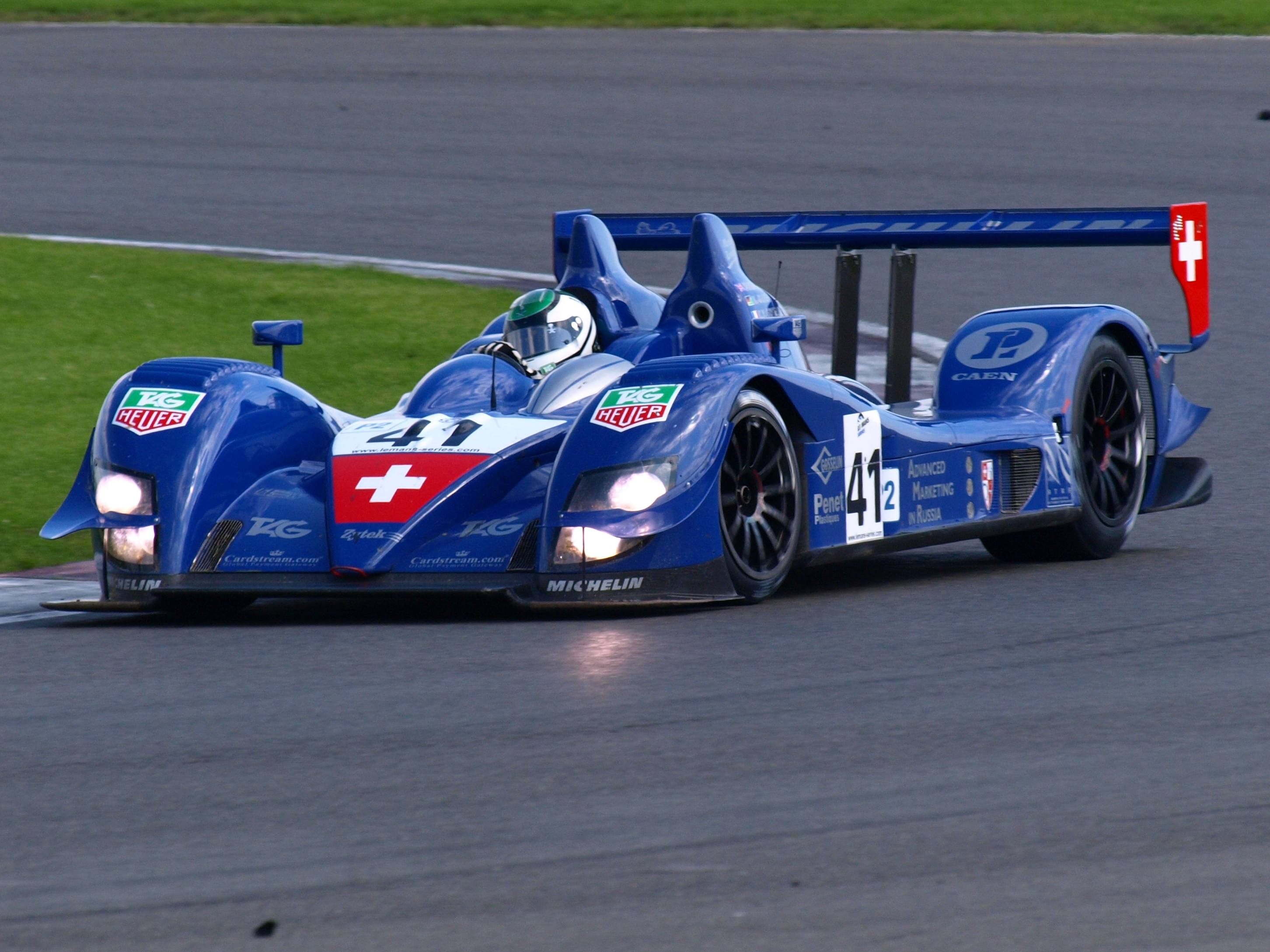
Karim Ojjeh im Zytek 07S beim 1000-km-Rennen von Silverstone 2008

Karim Akram Ojjeh (arabisch كريم عجة, DMG Karīm ʿUǧǧa; * 27. August 1965 in Genf) ist ein saudischer Autorennfahrer und Unternehmer.

## Familie
Karim Ojjeh ist der jüngere Bruder von Mansour Ojjeh und einer der Söhne von Akram Ojjeh. Sein 1918 in Damaskus geborener Vater war Waffenhändler und gründete 1975 Techniques d’Avant Garde, einen internationalen Technologiekonzern. Seine Stiefmutter ist Nahed Ojjeh, geborene Tlas. Ihr Vater war der ehemalige syrische Verteidigungsminister Mustafa Tlas.
Karim Ojjeh ist einer der Geschäftsführer von Techniques d’Avant Garde.

## Karriere als Rennfahrer
Ab 2004 war Karim Ojjeh neben seiner beruflichen Tätigkeit als Sportwagenpilot aktiv. Eine Ausbildung zum Rennfahrer machte er Anfang der 2000er-Jahre bei der Jim Russell Racing Drivers School. 2002 und 2003 sammelte er erste Erfahrungen in der Formel Palmer Audi. 2004 stieg er in den Sportwagensport ein und wurde zum regelmäßigen Starter in der Le Mans Series.
2005 gab er im Team von Paul Belmondo sein Debüt beim 24-Stunden-Rennen von Le Mans und wurde gemeinsam mit Adam Sharpe und Claude-Yves Gosselin im Courage C65 hinter Thomas Erdos, Mike Newton und Warren Hughes, die einen MG-Lola EX264 fuhren, Zweiter in der LMP2-Klasse. 2011 gewann er in Le Mans die LMP2-Klasse. Auch in der Gesamtwertung dieser Rennklasse blieb er 2011 erfolgreich, als er mit Partner Tom Kimber-Smith die LMP2-Klasse der Le Mans Series gewann. 2012 wechselte er in die Blancpain Endurance Series und wurde 2017 Gesamtdritter der Blancpain GT Series.

## Statistik

### Le-Mans-Ergebnisse
| Jahr | Team                 | Fahrzeug              | Teamkollege     | Teamkollege          | Platzierung            | Ausfallgrund |
| ---- | -------------------- | --------------------- | --------------- | -------------------- | ---------------------- | ------------ |
| 2005 | Paul Belmondo Racing | Courage C65           | Adam Sharpe     | Claude-Yves Gosselin | Rang 21                |              |
| 2006 | Paul Belmondo Racing | Courage C65           | Pierre Ragues   | Claude-Yves Gosselin | Ausfall                | Motorschaden |
| 2007 | Barazi-Epsilon       | Zytek 07S/2           | Michael Vergers | Juan Barazi          | Ausfall                | Unfall       |
| 2008 | Trading Performance  | Zytek 07S/2           | Adam Sharpe     | Claude-Yves Gosselin | Ausfall                | Unfall       |
| 2009 | G.A.C. Racing Team   | Zytek 07S/2           | Philipp Peter   | Claude-Yves Gosselin | Ausfall                | Defekt       |
| 2010 | Team Bruichladdich   | Ginetta-Zytek GZ09S/2 | Tim Greaves     | Gary Chalandon       | Rang 10                |              |
| 2011 | Greaves Motorsport   | Zytek Z11SN           | Olivier Lombard | Tom Kimber-Smith     | Rang 8 und Klassensieg |              |